# Marcel Haëntjens
Marcel Haëntjens (Saint-Corneille, Sarthe, 1869. június 24. – Párizs, 1915. június 10.)   francia krokettjátékos, versenylovas, olimpikon. Alphonse-Alfred Haentjens politikus fia, Bernard Pierre Magnan katona, marsall unokája. A párizsi Cercle du Polo klub versenyzője volt.

## Családja és fiatalkora
Marcel Haëntjens 1869. június 24-én született Franciaországban, a Sarthe megyei Saint-Corneille településen. Édesapja Alphonse-Alfred Haentjens(fr) (1824–1884) politikus, Sarthe nemzetgyűlési képviselője (1863–1883), újságtulajdonos, édesanyja pedig Louise Magnan (1835–1893) volt. Haëntjens nővére, Jeanne Filleaul-Brohy (1867–1937), valamint unokatestvérei, Marie Ohier (1853–?) és Jacques Sautereau (1860–1936) szintén az 1900-as olimpiai játékok krokettversenyeinek résztvevői voltak. Anyai nagyapja Bernard Pierre Magnan (1791–1865) katona, Franciaország marsallja, a francia Becsületrend nagykeresztjének birtokosa volt.

## Sportpályafutása
Egyes források szerint Belgium, mások alapján Franciaország színeiben indult a Párizsban megrendezett 1900. évi nyári olimpiai játékokon, ahol két sportág összesen öt versenyszámában vett részt. Az egylabdás egyéni krokettben nem tudta teljesíteni az első kört, ezzel nem került be az első öt helyezett közé a kilencfős mezőnyben és nem sikerült bejutnia a következő fordulóba. Haëntjens a kétlabdás egyéni krokett versenyein is indult; az első körben a francia Marie Ohier volt az ellenfele, azonban ennek a mérkőzésnek az eredménye ismeretlen, és egyikük sem vett részt a második fordulóban. Az adatok hiánya miatt nem bizonyos, hogy lejátszották a mérkőzést.
A lovaglószámok közül részt vett az egyéni díjugratásban, azonban helyezése és elért eredménye, illetve lovának neve nem ismert. A magasugratás versenyein is elindult; lovának neve Nell volt, de ismeretlen a végső helyezése és az elért eredménye. A hátas és vadász versenyszámban – amelyet nem ismernek el hivatalos olimpiai versenynek – Haëntjens a Mavourneen nevű lovon indult, és a negyedik helyezést szerezte meg. 1915. június 10-én, negyvenöt éves korában hunyt el Párizsban.